# Ahn Seo-hyun
Ahn Seo-hyun (Suwon, 12 de gener de 2004) es una actriu sud-coreana.

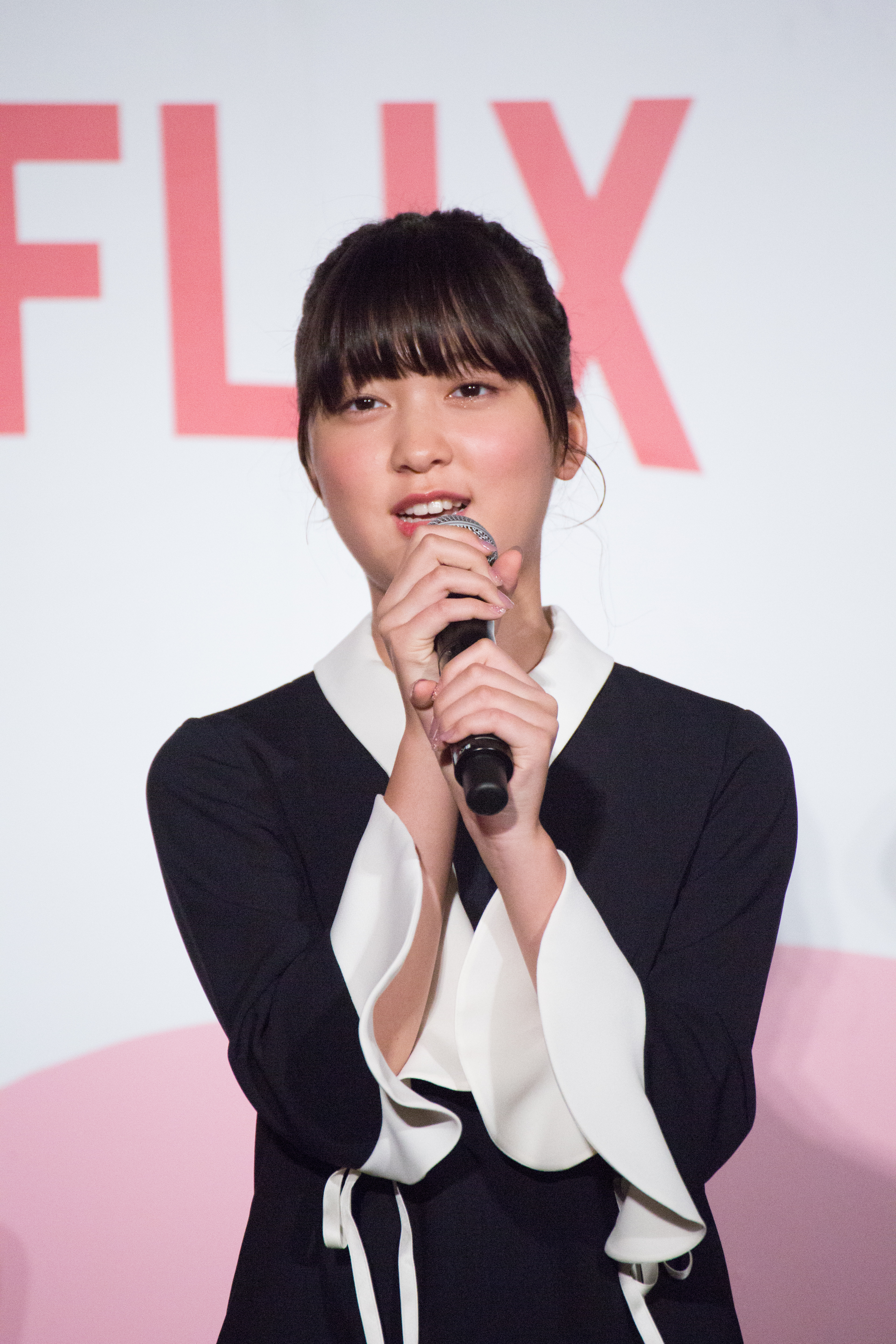

Va començar la seva carrera com a actriu infantil l'any 2008, i des de llavors ha participat en pel·lícules i sèries de televisió com The Housemaid (2010), Single-minded Dandelion (2014) i la pel·lícula, aclamada per la crítica, Okja (2017), que es va estrenar al Festival Internacional de Cinema de Canes el 2017 competint per la Palma d'Or.

## Filmografia
Pel·lícules
- 2009 : Maybe (토끼와 리저드) de Joo Ji-hong: May, jove
- 2010 : The Housemaid (하녀) d'Im Sang-soo: la filla de Hae-ra/Hoon
- 2010 : Man of Vendetta (파괴된 사나이) de Woo Min-ho: Hye-rin, jove
- 2010 : The Murderer (황해) de Na Hong-jina: la filla del professor
- 2011 : Sorry, Thanks (미안해, 고마워) de Lim Soon-rye, Oh Jeom-gyoon, Park Heung-sik i Song Il-gon: ella mateixa
- 2011 : Champ (챔프) de Lee Hwan-gyeong: una nena petita
- 2011 : Mr Idol (Mr. 아이돌) de Ra Hee-chan: Han Eun-seo
- 2014 : Monster (몬스터) de Hwang In-ho: Na-ri
- 2014 : The Divine Move (신의 한수) de Jo Beom-goo: Ryang-ryang
- 2014 : Welcome (왓니껴) de Lee Dong-sam: Hye-sook, jove
- 2017 : Okja (옥자) de Bong Joon-ho: Mija

Sèries de televisió
- 2008 : Love and Marriage (연애결혼) de Ki Min-soo i Kim Hyoung-seok
- 2008 : Terroir (떼루아) de Kim Yeong-min: Woo-joo, jove
- 2009 : Can Anyone Love (사랑은 아무나 하나) de Jo Nam-gook i Lee Jong-su: Ha-neul
- 2009 : Hon - Soul (혼 - 魂) de Kang Dae-seon i Kim Sang-ho: Ha-na, jove
- 2010 : Three Sisters (세자매) de Son Jae-seong i Yoon Ryoo-hae: Yoon Goo-seul
- 2011 : Dream High (드림하이) de Kim Seong-yoon i Lee Eung-bok: Ko Hye-seong
- 2011 : Babyfaced Beauty (동안미녀) de Lee Jin-seo i Lee So-yeon: Hyeon-i
- 2011 : Heaven's Garden (천상의 화원-곰배령) de Lee Jong-han: Kang Hyeon-soo
- 2012 : Dummy Mommy (바보 엄마) de Lee Dong-hun: Park Dat-byeol
- 2013 : Shark (상어 de Park Chan-hong: Han I-Hyeon
- 2013 : Golden Rainbow (황금무지개) de Kang Dae-seon i Lee Jae-jin: Kim Sip-won
- 2014 : One Way Dandelion (일편단심 민들레) de Shin Chang-seok: Min Deul-re, jove
- 2015 : The Village: Achiara's Secret (마을 - 아치아라의 비밀) de Lee Yong Sukn: Seo Yoo-na
- 2018 : Sweet Revenge 2 (en) (복수노트2 오지나): Oh Ji-Na
- 2019 : Haechi (en) (복수노트): Kkot-nim